# Obira (Hokkaidō)
Obira (jap. 小平町, -chō) ist eine Kleinstadt im Landkreis Rumoi in der Unterpräfektur Rumoi auf Hokkaidō.

## Etymologie
Der Name Obira stammt von Ainu o-pira-us-pet, was „an der Flussmündung – Kliff – sein – Fluss“ bedeutet. Dies bezieht sich auf den durch das Stadtzentrum fließenden Obirashibe (小平蘂川, -gawa).

## Geografie
Innerhalb der Gemeindegrenzen liegen die Berge Poroshiri (ポロシリ山, -yama) mit 731 m, Tengu-yama (天狗山; vgl. Tengu) mit 376 m und Obirashibe-dake (小平蘂岳) mit 961 m Höhe, die zum Teshio-Bergland (天塩山地, Teshio-sanchi) gehören.
Die Stadt wird vom Obirashibe durchflossen, der zu Füßen des Tengu-yama vom Obira-Staudamm zu einem See aufgestaut wird.
Im Ober- und Mittellauf des Flusses finden sich Versteinerungen aus der Kreide.

## Geschichte
Am 1. Juli 1919 wurde das zur kreisangehörigen Stadt Rumoi (heute kreisfrei) gehörende Dorf Obirashibe (小平蘂村, -mura) als Gemeinde 2. Klasse unabhängig. Das Rathaus befand sich zuerst im Ortsteil Usuya (臼谷) und wurde 1924 in das Zentrum verlegt.
Am 1. Januar 1948 wurde Obirashibe in Obira umbenannt. Am 30. September 1956 wurde das am 15. August 1887 gegründete Dorf Onishika (鬼鹿村, -mura) eingemeindet. Seit diesem Zeitpunkt ist Obira die einzige Gemeinde im Landkreis. Am 1. September 1966 erfolgte die Ernennung zur Chō.
Bis innerhalb der Stadtgrenzen erstreckte sich das Kohlerevier Rumoi aus dem Neogen. Diese führte zu einem wirtschaftlichen Aufschwung der Gegend und der Errichtung mehrerer Eisenbahnlinien zum Kohletransport. So hatte Obira mit der Eingemeindung Onishikas naoch fast 30.000 Einwohner, die nach dem Niedergang der Kohleminen seitdem stetig sanken und heute bei unter 4.000 liegt.

## Verkehr
Mashike hat Anschluss an die Nationalstraße 232 nach Teshio und Rumoi. Präfekturstraßen die die Ortsgrenzen durchqueren sind die Präfekturstraßen 126, 550, 643, 707, 742, 853, 867, 958, 1006, 1048 und 1049.
Sämtliche frühere Zugverbindungen nach Obira wurden eingestellt. Die 1987 vollständig eingestellte Haboro-Linie der staatlichen JNR nach Rumoi und Horonobe hielt an den Bahnhöfen Usuya, Obira, dem Haltepunkt Hanaoka, dem Bahnhof Onishika und dem Haltepunkt Semmatsu. Die Anschluss an die Linie der privaten Teshio Tankō Tetsudō (天塩炭砿鉄道, dt. „Kohlebahn Teshio“) wurde durch Busverkehr ersetzt. Zwischen 1952 und 1957 verkehrte im Ortsteil Tappu die Tappu Shinrin Tetsudō (達布森林鉄道, dt. „Forstbahn Tappu“). Die Haboro-Linie und die Linie der Tappu Shinrin Tetsudō dienten ursprünglich dem Kohletransport.

## Sehenswürdigkeiten

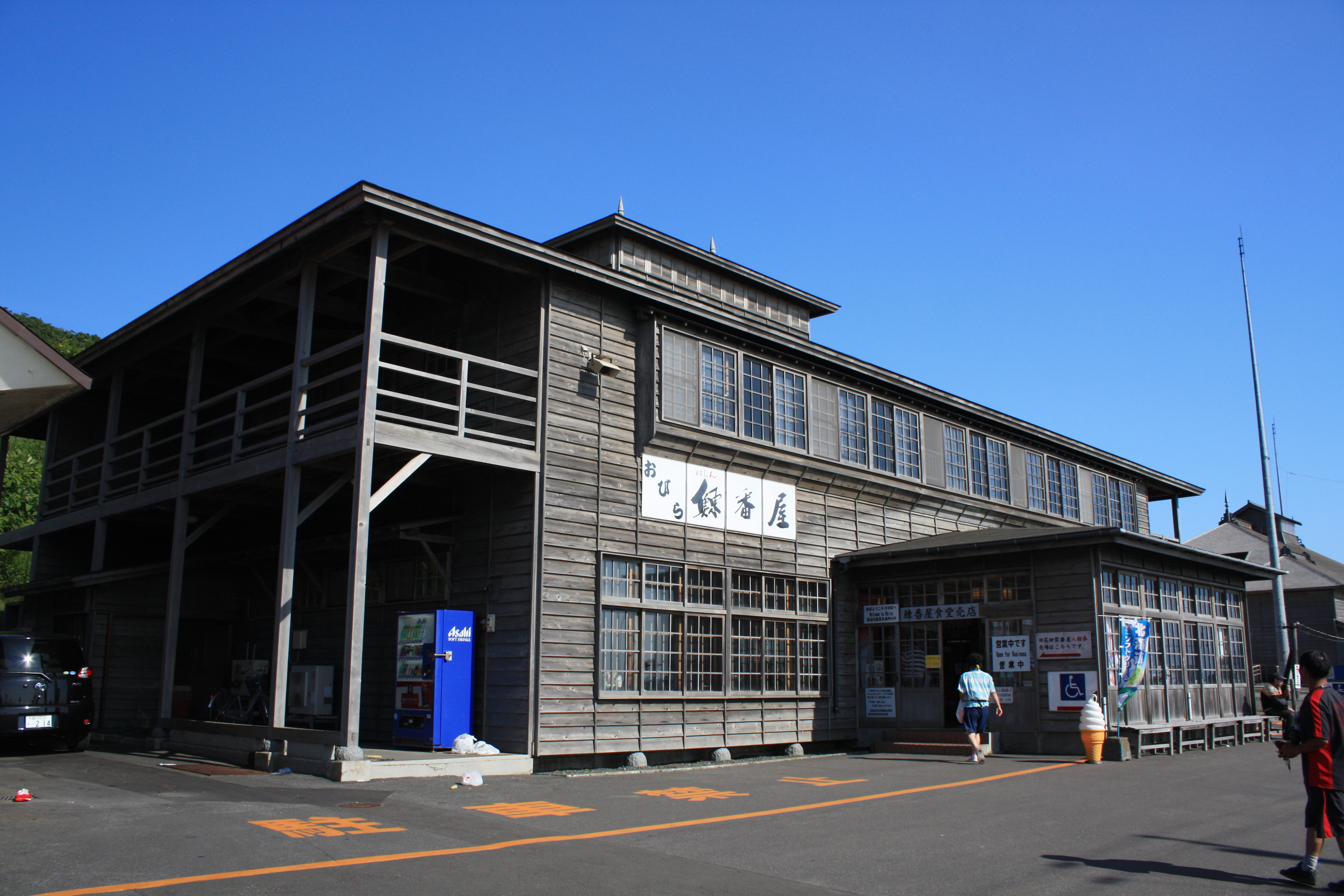
Raststätte Obira-Nishin-Ban’ya

In Tappu befinden sich mit dem alten Wächterhaus der Familie Hanada (旧花田家番屋, kyū Hanada-ke ban’ya) ein Wichtiges Kulturgut des Landes. Dieses befindet sich auf dem Gelände der Raststätte Obira-Nishin-Ban’ya (道の駅おびら鰊番屋) an Nationalstraße 231, die wiederum selber in einem alten Holzstil errichtet wurde.
Die Stadt hat den Volkstanz Onishika-Matsumae-Kagura (鬼鹿松前神楽) als wichtiges Kulturgut der Stadt anerkannt.

## Wirtschaft
Die Hauptwirtschaftszweige sind Küstenfischerei und Landwirtschaft, dabei hauptsächlich Reis und Melonen.

## Städtepartnerschaften
Obiras Partnerstadt ist die 190.000 Einwohner zählende Stadt Kodaira in der Präfektur Tokio. Beide werden trotz unterschiedlicher Aussprache identisch geschrieben.

## Bildung
In Obira befinden sich die Grundschulen Obira, Tappu (達布), Hongō (本郷), Neiraku (寧楽), Usuya und Onishika, die Mittelschulen Obira, Hongō und Onishika. Im Ort gibt es mit der Oberschule Obira auch eine Oberschule, die jedoch eine Förderschule ist. Bis 1972 gab es mit der Oberschule Hokkaidō-Onishika auch eine reguläre Oberschule.

## Angrenzende Städte und Gemeinden
- Unterpräfektur Rumoi:
  - Rumoi
  - Tomamae
- Unterpräfektur Sorachi:
  - Fukagawa
  - Numata
  - Horokanai